# Ascodesmis
Ascodesmis is een geslacht van schimmels behorend tot de familie Ascodesmidaceae. 

## Soorten
Volgens Index Fungorum bestaat het geslacht uit 11 soorten (peildatum januari 2023): 
| Soortnaam                                          | Auteur(s)                      | Publicatiejaar |
| -------------------------------------------------- | ------------------------------ | -------------- |
| Ascodesmis aurea                                   | Tiegh.                         | 1876           |
| Ascodesmis echinulata                              | Bainier                        | 1907           |
| Ascodesmis macrospora (Kamsporig keutelschijfje)   | W. Obrist                      | 1961           |
| Ascodesmis microscopica (Netsporig keutelschijfje) | (P. Crouan & H. Crouan) Le Gal | 1949           |
| Ascodesmis nana (Wratsporig keutelschijfje)        | Brumm.                         | 1981           |
| Ascodesmis nigricans (Stekelsporig keutelschijfje) | Tiegh.                         | 1876           |
| Ascodesmis obristii                                | Currah                         | 1986           |
| Ascodesmis porcina                                 | Seaver                         | 1916           |
| Ascodesmis reticulata                              | Bainier                        | 1907           |
| Ascodesmis sphaerospora (Bolsporig keutelschijfje) | W. Obrist                      | 1961           |
| Ascodesmis volutelloides                           | Massee & E.S. Salmon           | 1902           |